# 街边站
街边站位于广东省佛山市南海区狮山镇，是广茂铁路的四等站，于1903年投入使用。
1980年代，广三线启动改造。在此轮改造中，本站东移至现时位置处；为便于车站安全管理及市区环境提升，老佛山站的煤场和油库迁至本站，本站与佛山东站一同承接佛山站的货运业务:50-51。本站改造工程于1992年正式动工，后因征地及广珠铁路引入方案变更，延至1996年方完工。
因原有广茂铁路广州站至本站区间将改建成为广湛高铁的一部分，本站以东段已于2023年10月11日随江大联络线开通而正式停运。2024年7月16日，本站完成信号大修站改施工。除更换信号设备外，车站3、4股道被拆除，以支持广湛高铁正线建设；车站1、2股道则保留作少量专用线列车作业用。改造完成后，街边站成为广茂铁路的东端尽头站。